# Stadhouderskade 3
Stadhouderskade 2-3 en Overtoom 1 is een pand aan de Stadhouderskade, hoek Overtoom in Amsterdam. Het staat bekend als het "Auroragebouw", genoemd naar Levensverzekeringsmaatschappij Aurora die hier was gevestigd (toen nog huisnummer 1A). Geldverzekeraar B. Franco Mendes is hier ook enige tijd in het oude gebouw gevestigd.
Het moderne kantoorgebouw is neergezet op de plaats waar begin 20e eeuw het hoofdkantoor van de Gemeentetram Amsterdam was gevestigd (adres: Stadhouderskade 2). Na de bouw van het nieuwe hoofdkantoor in 1923 verhuisde de GTA naar de overzijde (Stadhouderskade 1). Daarna kwam de gemeentelijke woningdienst op dit adres. Ook deze dienst verdween hier en het gehele terrein werd inclusief Overtoom nr. 3 (waar een stoomdiamantfabriek stond) verkocht aan de Aurora Exploitatiemaatschappij.
Piet Zanstra ontwierp een gebouw, dat beïnvloed werd door de architectuur van Le Corbusier met een betonnen skelet, en relatief veel glas. De dragende constructie van betonpalen vormt deels op de begane grond een galerij. Het heeft zeven verdiepingen, de zevende verdieping is een terug liggende bovenste bouwlaag onder een plat dak. Het gebouw heeft stijlverwantschap met de Autopon aan het andere einde van de Overtoom uit dezelfde bouwperiode.
Het gebouw is opvallend vanwege de gebogen voorgevel die min-of-meer evenwijdig loopt aan de tramrails van lijn 1. Opvallend daarbij was dat de "bocht" reeds stond terwijl er nog gesloopt moest worden aan kant van de Stadhouderskade. De eerste fase werd gebouwd in 1959-1961, de tweede fase in 1966.
Naar aanleiding van een aanvraag van Heemschut werd het gebouw in 2022 gemeentelijk monument. Er waren verschillende redenen het gebouw op de monumentenlijst te zetten. Het is een opvallend gebouw voor wat betreft vorm (de ronde gevel). Ook telde mee dat in de voorafgaande jaren gebouwen uit dezelfde stijlperiode door sloop of verbouwingen waarbij de gevel onherkenbaar werden gewijzigd of uit het stadsbeeld zijn verdwenen, zie bijvoorbeeld het Maupoleum van dezelfde architect. Bij gebouw Aurora dreigde een grootscheepse verbouwing, die te veel wijzigingen in de gevel met zich mee zou brengen.
Anno 2024 is het een bedrijfsverzamelgebouw met winkels, een fitnessruimte en veel kantoorunits. Lange tijd was hier gevestigd de verzekeringsmakelaar Bekouw Mendes (tegenwoordig onderdeel van Aon Nederland en stond los van B. Franco Mendes) en vrijwel de enige gebruiker. In de loop der jaren verschenen er ook andere bedrijven zoals luchtvaartmaatschappijen en verkeersbureaus. In 1985 vestigde Bekouw Mendes zich in een nieuw pand aan de Mr. Treublaan en is in 2023 gevestigd aan de Condensatorweg 54.
Oost ·
160 ·
158 ·
157 ·
156 ·
155 ·
151-154 ·
149-150 ·
145-146 ·
142-144 ·
140-141 ·
137-139 ·
135-136 ·
130-134 ·
129 ·
128 ·
125-127 ·
123-124 ·
116-122 ·
115 ·
110-113 ·
100-101 ·
97 ·
95-96 ·
93-94 ·
92 ·
91 ·
89-90 ·
87-88 ·
86 ·
85 ·
84 ·
82-83 ·
78-79 ·
77 ·
Heineken Brouwerij ·
74 ·
72-73 ·
69-70 ·
68 ·
67 ·
65-66 ·
64 ·
62-63 ·
60-60a ·
58-59 ·
56-57 ·
Willemshuis ·
Van Nispenhuis ·
Kapel van Sint Josephs Gezellen-Vereeniging ·
54 ·
52-53 ·
47-49 ·
Carel Willinkplantsoen ·
Polderhuis ·
Ruysdaelkade 2-4 ·
Judith Leysterbrug ·
42 (Rijksmuseum) ·
40-41 ·
31-35 ·
30 ·
29 ·
Park Centraal Amsterdam ·
Stedemaagd (Vondelpark) ·
Byzantium ·
Koepelkerk ·
12 (Marriott) ·
Persilhuis ·
7 ·
5 ·
3 ·
1 ·
West